# Christ unser Herr zum Jordan kam
Christ unser Herr zum Jordan kam (in tedesco, "Cristo nostro Signore venne al Giordano") BWV 7 è una cantata di Johann Sebastian Bach.

## Storia
La cantata venne composta a Lipsia nel 1724 per la solennità di San Giovanni Battista e fu eseguita il 24 giugno dello stesso anno. Il testo è basato su un corale omonimo di Martin Lutero per i movimenti 1 e 7 e su testo di autore sconosciuto per gli altri movimenti.

## Struttura
La Christ unser Herr zum Jordan kam è composta per contralto solista, tenore solista, basso solista, coro, oboe d'amore I e II, violino I e II, violino in ripieno, viola e basso continuo ed è suddivisa in sette movimenti:
1. Coro: Christ unser Herr zum Jordan kam, per tutti.
2. Aria: Merkt und hört, ihr Menschenkinder, per basso e continuo.
3. Recitativo: Dies hat Gott klar mit Worten, per tenore e continuo.
4. Aria: Des Vaters Stimme ließ sich hören, per tenore, due violini e continuo.
5. Recitativo: Als Jesus dort nach seinen Leiden, per basso, archi e continuo.
6. Aria: Menschen, glaubt doch dieser Gnade, per contralto, oboi d'amore, archi e continuo.
7. Corale: Das Aug allein das Wasser sieht, per tutti.